# Shihab al-Din Ahmad I
Ahmad I Wali Shah Ali Shihab al-Din (? - 17 d'abril de 1436) fou un sultà bahmànida del Dècan a Bidar, que va regnar de 1422 a 1436. Succeí son germà Tadj al-Din Firuz Shah que va abdicar el 22 de setembre de 1422.
Va ampliar el territori del sultanat amb diverses victòries contra els rages hindús. El 1425, va traslladar la seva capital a Bidar des de Gulbarga. Després d'un atac contra Malwa al començament del seu regnat, els dos sultanats van estar en pau. El 1429, Ahmad Shah va llençar el seu exèrcit contra el Gujarat i fou rebutjat. Va tenir com a primer ministre (wakil-e-saltanate) a Khalaf Hasan Basri. Va fer la guerra contra Vijayanagar on renava Vijayaraya I. Morí de malaltia deixant com a successor al seu fill Ala al-Din Ahmad II al que ja havia cedit de fet el poder uns mesos abans.